# Liste der Kulturdenkmale in Krölpa
Die Liste der Kulturdenkmale in Krölpa umfasst die als Einzeldenkmale, Bodendenkmale und Denkmalensembles erfassten Kulturdenkmale auf dem Gebiet der Gemeinde Krölpa im thüringischen Saale-Orla-Kreis (Stand: August 2022). Die Angaben in der Liste ersetzen nicht die rechtsverbindliche Auskunft der zuständigen Denkmalschutzbehörde.

## Legende
- Bild: zeigt ein Bild des Kulturdenkmals und gegebenenfalls einen Link zu weiteren Fotos des Kulturdenkmals im Medienarchiv Wikimedia Commons
- Bezeichnung: Name, Bezeichnung oder die Art des Kulturdenkmals
- Lage: Wenn vorhanden Straßenname und Hausnummer des Kulturdenkmals; Grundsortierung der Liste erfolgt nach dieser Adresse. Der Link Karte führt zu verschiedenen Kartendarstellungen und nennt die Koordinaten des Kulturdenkmals.
 Kartenansicht, um Koordinaten zu setzen – in dieser Kartenansicht sind Kulturdenkmale ohne Koordinaten mit einem roten bzw. orangen Marker dargestellt und können in der Karte gesetzt werden. Kulturdenkmale ohne Bild sind mit einem blauen bzw. roten Marker gekennzeichnet, Kulturdenkmale mit Bild mit einem grünen bzw. orangen Marker.
- Datierung: gibt das Jahr der Fertigstellung beziehungsweise das Datum der Erstnennung oder den Zeitraum der Errichtung an
- Beschreibung: bauliche und geschichtliche Einzelheiten des Kulturdenkmals, vorzugsweise die Denkmaleigenschaften
- ID: Die ID identifiziert das Kulturdenkmal eindeutig. In Thüringen sind aktuell keine IDs veröffentlicht. In der ID-Spalte kann sich auch folgendes Icon  befinden, dies führt zu Angaben zu diesem Kulturdenkmal bei Wikidata.

## Kulturdenkmale nach Ortsteilen

### Dobian
| Bild                           | Bezeichnung | Lage                       | Datierung | Beschreibung | ID |
| ------------------------------ | ----------- | -------------------------- | --------- | ------------ | -- |
| weitere Bilder Fotos hochladen | Kirche      | Könitzer Straße 10 (Karte) | 1772      |              |    |

### Friedebach
| Bild                                    | Bezeichnung                 | Lage                              | Datierung | Beschreibung                                           | ID |
| --------------------------------------- | --------------------------- | --------------------------------- | --------- | ------------------------------------------------------ | -- |
| weitere Bilder Fotos hochladen          | Kirche mit Innenausstattung | Am Krebsbach 43 (Karte)           |           |                                                        |    |
| Direkt Bild zu diesem Denkmal hochladen | Relief an Friedhofsmauer    | Am Krebsbach 43                   |           |                                                        |    |
| Direkt Bild zu diesem Denkmal hochladen | Grabstele auf dem Friedhof  | Am Krebsbach 43                   |           |                                                        |    |
| BW                                      | Pfarrhaus mit Nebengelass   | Am Krebsbach 41 (Karte)           |           |                                                        |    |
| BW                                      | 2-geschossiges Wohnhaus     | Am Krebsbach 39 (Karte)           | 1754      | ehemaliges Mühlengehöft, Fachwerk auf Sandsteinquadern |    |
| BW                                      | Dreiseithof                 | Am Krebsbach 49 (Karte)           |           |                                                        |    |
| BW                                      | Hofanlage                   | Am Krebsbach 26 (Karte)           |           |                                                        |    |
| BW                                      | Holz-Fachwerkscheune        | Am Krebsbach 17 (Karte)           | 1686      |                                                        |    |
| BW                                      | Steinkreuz                  | gegenüber Am Krebsbach 17 (Karte) |           | Bodendenkmal                                           |    |

### Gräfendorf
| Bild                                    | Bezeichnung                      | Lage                       | Datierung | Beschreibung                       | ID |
| --------------------------------------- | -------------------------------- | -------------------------- | --------- | ---------------------------------- | -- |
| weitere Bilder Fotos hochladen          | Kirche mit Ausstattung           | Krölpaer Straße 22 (Karte) |           |                                    |    |
| BW                                      | Pfarrhaus                        | Krölpaer Straße 34 (Karte) |           |                                    |    |
| Direkt Bild zu diesem Denkmal hochladen | ehemalige Wasserburg (Rittergut) | nördlicher Ortsbereich     |           | Bodendenkmal; Grabenrest erhalten. |    |

### Herschdorf
| Bild | Bezeichnung            | Lage                                                                           | Datierung | Beschreibung | ID |
| ---- | ---------------------- | ------------------------------------------------------------------------------ | --------- | ------------ | -- |
| BW   | Kirche mit Ausstattung | Am Anger 1 (Karte)                                                             |           |              |    |
| BW   | Steinkreuz             | etwa 300 m südöstlich des Ortes nahe der Landstraße Herschdorf-Pößneck (Karte) |           | Bodendenkmal |    |

### Hütten
| Bild                           | Bezeichnung            | Lage                           | Datierung | Beschreibung | ID |
| ------------------------------ | ---------------------- | ------------------------------ | --------- | ------------ | -- |
| weitere Bilder Fotos hochladen | Kirche mit Ausstattung | An der Gasse 2 (Karte)         |           |              |    |
| BW                             | Hofanlage „Marienhof“  | Herschdorfer Straße 25 (Karte) |           |              |    |

### Krölpa
| Bild                           | Bezeichnung              | Lage                              | Datierung | Beschreibung                                                                                              | ID |
| ------------------------------ | ------------------------ | --------------------------------- | --------- | --- | -- |
| BW                             | Villa                    | Alte Landstraße 1 (Karte)         |           | Villa mit Nebengebäude, separate Zufahrt vor eigentlicher Straßenmündung                                  |    |
| weitere Bilder Fotos hochladen | St.Peter und Paul        | Kirchgasse 10 (Karte)             |           | Kirche mit Ausstattung (Flur 1 / Flurstück 217 / 1), Standort Dreigeläut – Glockenhaus im Pfarrhof Krölpa |    |
| BW                             | Gefallenendenkmal        | Kirchgasse (Karte)                |           | Gefallenendenkmal auf dem Friedhof in Krölpa, am Nordende des Mittelweg                                   |    |
| Fotos hochladen                | Pfarrhof                 | Martin-Luther-Straße 6 (Karte)    |           | Pfarrhof mit Grundstück und Einfriedung (Wirtschafts- und Nebengebäude, Glockenhaus mit Ausstattung)      |    |
| BW                             | Geschäftshaus            | Pößnecker Straße 15 (Karte)       |           | heute Küchenstudio, ehemalige Zuckertütenfabrik (Flur 2 / Flurstück 108/4)                                |    |
| BW                             | Dreiseithof „Schwellhof“ | Raniser Straße 6, 8 (Karte)       |           | |    |
| weitere Bilder Fotos hochladen | Schule/Schloss           | Raniser Straße 17 (Karte)         | um 1730   | ehemaliges Schloss mit Nebengebäude und Neubau (Pinsenberghalle), umgebender Freifläche und Einfriedung   |    |
| BW                             | Gehöft                   | Trannrodaer Straße 1 (Karte)      |           | Dreiseithof in Fachwerkbauweise, Wohnhausfassade verschiefert (Flur 1 / Flurstück 162/2)                  |    |
| BW                             | Wallanlage Pinsenberg    | zwischen Ranis und Krölpa (Karte) |           | Bodendenkmal                                                                                              |    |

### Oelsen
| Bild                           | Bezeichnung                       | Lage                  | Datierung | Beschreibung | ID |
| ------------------------------ | --------------------------------- | --------------------- | --------- | ------------ | -- |
| weitere Bilder Fotos hochladen | Kirche mit Ausstattung            | Ortsstraße 20 (Karte) |           |              |    |
| BW                             | 2 Clythenlochhöhlen und Kultplatz | (Karte)               |           | Bodendenkmal |    |
| BW                             | Wallanlage mit Wallburg           | (Karte)               |           | Bodendenkmal |    |

### Rockendorf
| Bild                           | Bezeichnung | Lage                  | Datierung | Beschreibung | ID |
| ------------------------------ | ----------- | --------------------- | --------- | ------------ | -- |
| weitere Bilder Fotos hochladen | Kirche      | An der Kirche (Karte) |           |              |    |

### Trannroda
| Bild                           | Bezeichnung            | Lage                   | Datierung | Beschreibung | ID |
| ------------------------------ | ---------------------- | ---------------------- | --------- | ------------ | -- |
| weitere Bilder Fotos hochladen | Kirche mit Ausstattung | An der Heide 7 (Karte) |           |              |    |

### Zella
| Bild                                    | Bezeichnung            | Lage                            | Datierung | Beschreibung | ID |
| --------------------------------------- | ---------------------- | ------------------------------- | --------- | ------------ | -- |
| Direkt Bild zu diesem Denkmal hochladen | Wohnhaus               | Ortsstraße 1                    |           |              |    |
| BW                                      | Steinkreuz (Sandstein) | nordwestlicher Ortsteil (Karte) |           | Bodendenkmal |    |
| BW                                      | Steinkreuz (Kalkstein) | nordwestlicher Ortsteil (Karte) |           | Bodendenkmal |    |